# Pantruca
Las pantrucas, pancutras o pancuchas son un tipo de pasta típico de Chile y Argentina, preparado a base de harina de trigo. En sí, esta preparación es una masa elaborada con agua, harina y un poco de aceite, que se amasa como si se tratase de cualquier pasta y se corta en cortes irregulares para luego cocinar en caldo de verduras o de carne y se sirve junto con este.